# 绿叶蔬菜

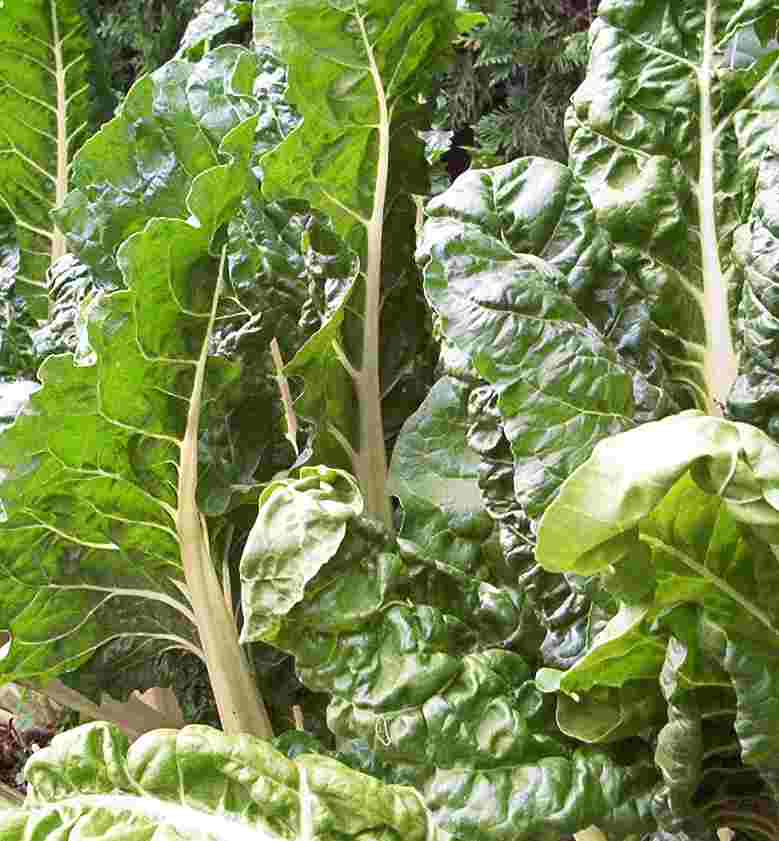
叶用甜菜

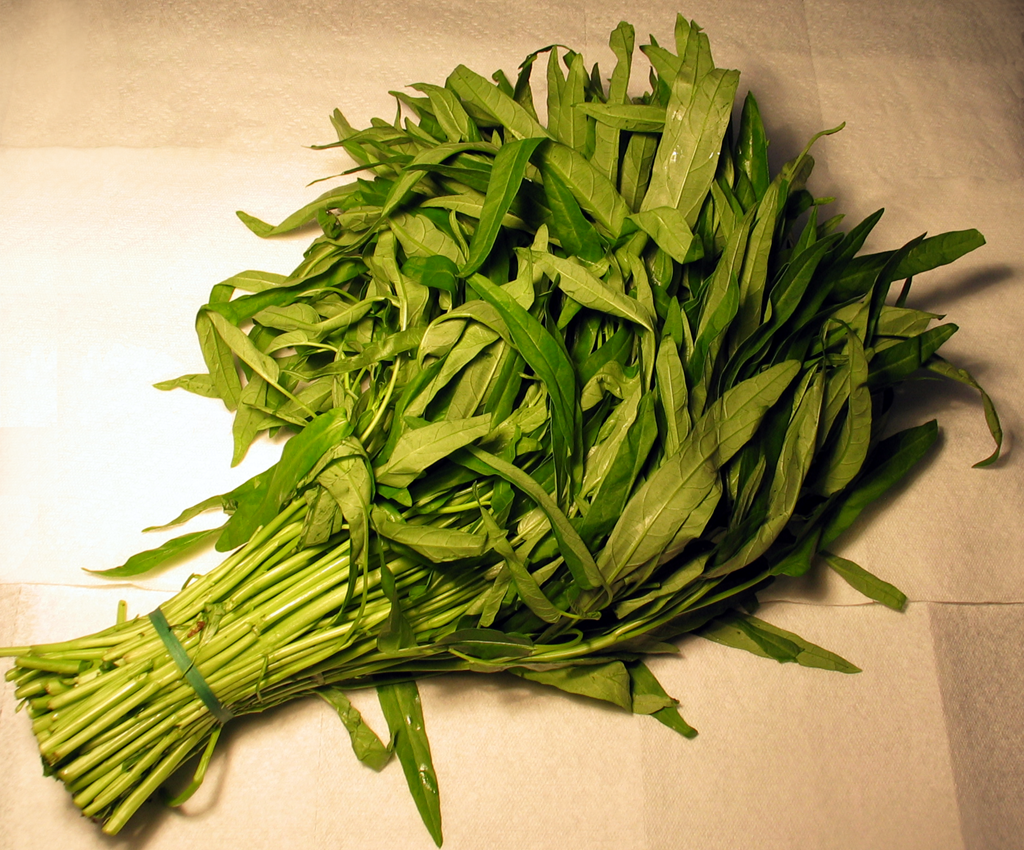
空心菜

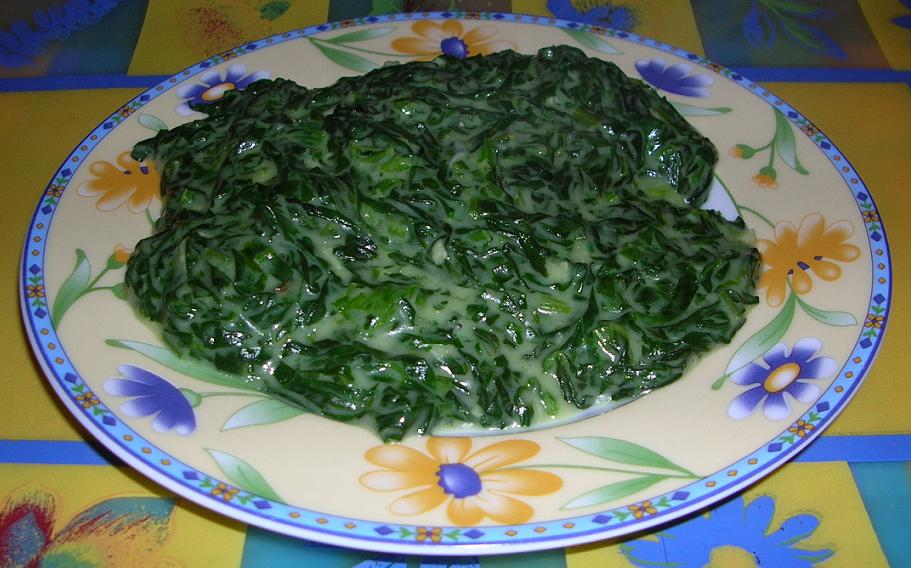
奶油拌菠菜

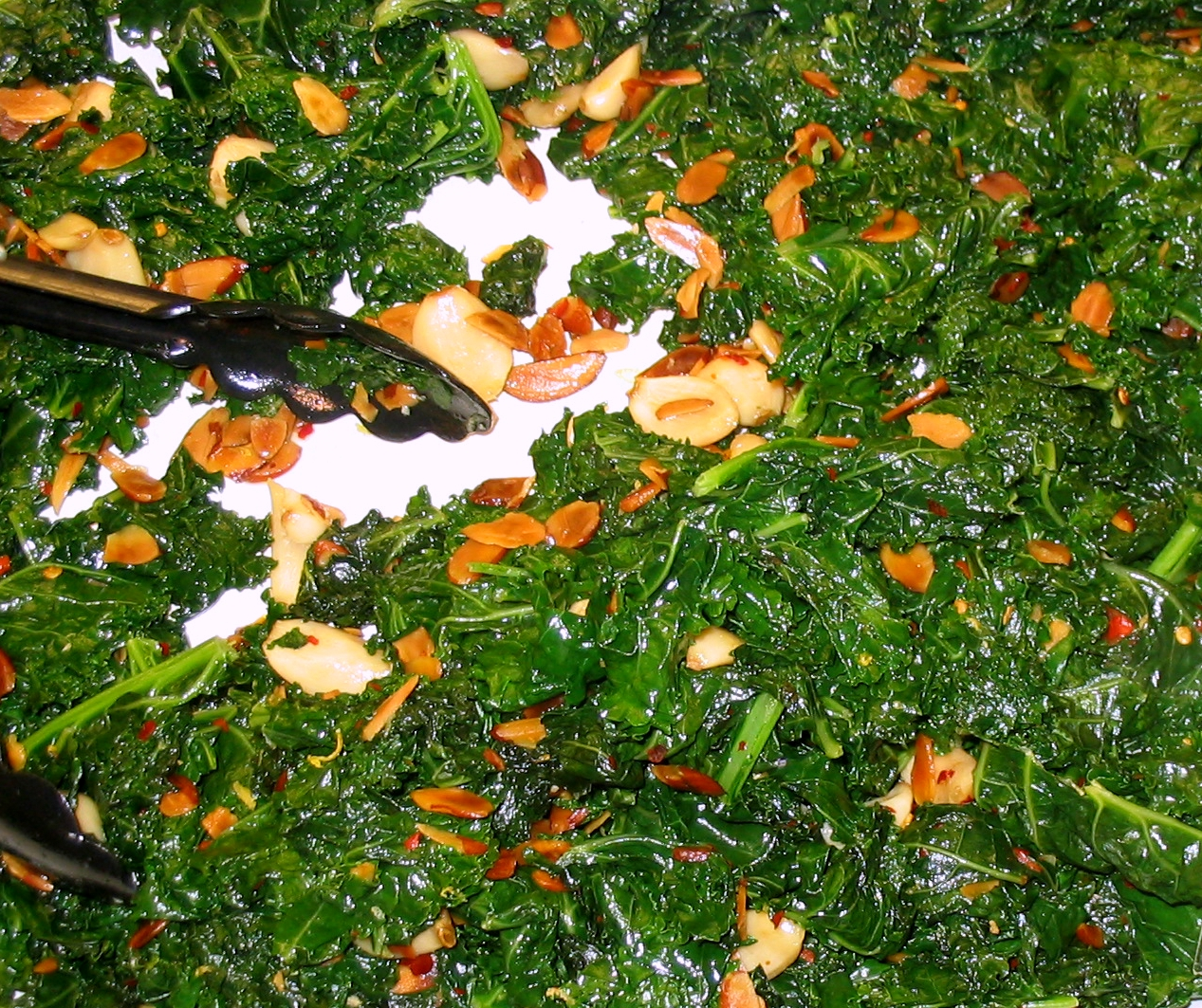
蒸羽衣甘蓝

绿叶蔬菜（leafy greens，greens）也称作叶菜（leaf vegetables），是植物叶子可以作为蔬菜烹饪、食用。 虽然可作为绿叶蔬菜的品种千差万别，但大多数都有相似的营养成分与烹饪方法。  
全世界已知有近千种植物作为绿叶蔬菜。大多数都是生长周期短的草本植物，如白菜、生菜。木本植物但叶子可食用的包括香椿、桑等。
许多饲料作物的叶子也可供人类食用，但通常还是只作为家畜的饲料。例如苜蓿、紫花苜蓿、大多数禾本科的草叶包括小麦与大麦。这些作物通常比绿叶蔬菜的产量更高，但利用其营养成分更困难，主要是因为含有过高的膳食纤维。 

## 营养成分
绿叶蔬菜一般具有低卡路里，低脂肪，高蛋白每单位卡路里，高膳食纤维，高铁钙，非常高的植物化合物如维生素C、胡萝卜素、叶黄素、叶酸、维生素K。 

## 烹饪方法
绿叶蔬菜可以炒、炖、蒸、白灼。美国南方黑人的典型菜肴是猪肉炖菜。大多数绿叶蔬菜也可以生吃，如在三明治中的配菜、沙拉。 